# آبشار درای
آبشار درای (به انگلیسی: Dry Falls) آبشاری است که در ایالات متحده آمریکا واقع شده و ارتفاع کلی ریزشگاه آن ۴۰۰ پا (۱۲۱ متر) است.